# Good News Magazin
Das Good News Magazin ist ein deutsches Magazin. Es widmet sich dem positiven Journalismus. Die Inhalte werden über ein Printmagazin, eine Website mit Newsletter und über einen Podcast verbreitet.

## Inhalt
Das Good News Magazin veröffentlicht entsprechend seinem Namen nur gute Nachrichten und Reportagen. Dabei geht es vor allem um Beiträge „aus den Bereichen Nachhaltigkeit, ethischem Handeln und sozialem Engagement“. So soll ein Gegenpol zu den anderen Medien entstehen, die meistens über Katastrophen und andere negative Themen berichten. Durch die positive Berichterstattung soll auch konstruktives Denken gefördert werden. Die Gründer sehen das Magazin als „Social Impact Business“ und haben das Ziel, „eine echte Veränderung herbeizuführen, bestimmte Werte zu vermitteln“.
Jede Ausgabe des Printmagazins hat ein übergeordnetes Thema. Die erste Ausgabe widmete sich dem Thema, etwas Gutes anzustoßen. In den folgenden sechs Ausgaben ging es um Leben und Tod, Perspektivwechsel, Kinder, Geld, Mobilität und Wasser.
Weitere Beiträge erscheinen online auf der Website und werden über Social Media und Newsletter verbreitet.

## Geschichte
Die Geschichte des Good News Magazins begann 2016. Es wurde von Florian Vitello, David Gaedt und Lucia Oiro gegründet. Ende 2020 begann die Professionalisierung mit dem Online-Magazin und Abonnements und im Januar 2023 erschien die erste Ausgabe des Printmagazins.

## Reichweite
Das Printmagazin erscheint viermal jährlich mit einer Auflage von 2000 Exemplaren. Auf Social Media gibt es 126.000 Follower bei Instagram und gut 67.400 Follower bei Facebook. Die Website erreicht nach eigenen Angaben sechsstellige Aufrufzahlen pro Monat.

## Podcast
Zum Good News Magazin gehört der Podcast „Weltaufgang“. Im Podcast sprechen die Moderatoren mit verschiedenen Menschen über positive Nachrichten. Gesprächspartner waren bisher u. a. Bob Blume, Eckart von Hirschhausen, Moritz Neumeier, Judith Holofernes und Domitila Barros.

## Buch
Die GNM-Gründer Florian Vitello, David Gaedt und Lucia Oiro veröffentlichten im August 2022 außerdem das Buch „Good News – Wie wir lernen, uns gegen die Flut schlechter Nachrichten zu wehren“. Darin erklären sie, wie man mit der größtenteils negativen Berichterstattung in den Medien umgehen kann.